# Grafschaft Weimar-Orlamünde

Wappen der älteren Grafschaft von Orlamünde

Wappen der Askanischen Grafschaft von Orlamünde

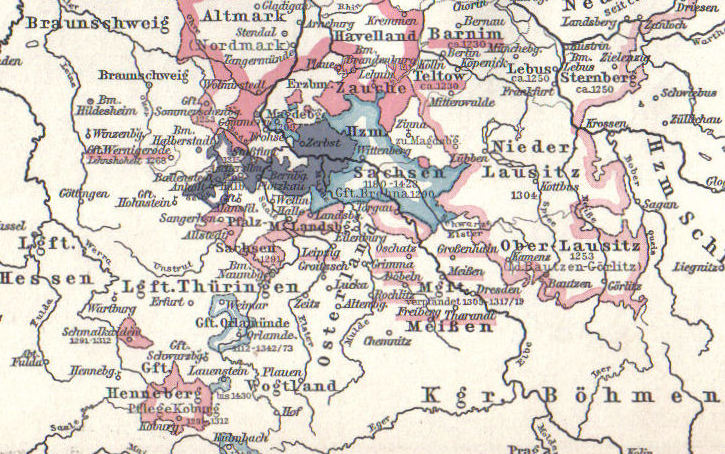
Die Grafschaft Orlamünde im Herrschaftsbereich der Askanier.

Die Grafschaft Weimar-Orlamünde war eine politische Einheit auf dem Territorium des heutigen Thüringens. Sie bestand aus den nicht miteinander verbundenen Territorien der Grafschaft Weimar und der Grafschaft Orlamünde. Die Regenten wurden entweder Grafen von Orlamünde oder Grafen von Weimar-Orlamünde genannt.

## Geschichte

### Haus Weimar-Orlamünde
Graf Otto I. aus der älteren Linie der Grafen von Weimar gelangte um 1060 in den Besitz der Grafschaft Orlamünde. Als 1062 Ottos älterer Bruder, der in Weimar regierende Graf Wilhelm IV., kinderlos verstarb, erhielt Otto auch die Grafschaft Weimar. Seitdem waren die beiden Gebiete als Grafschaft Weimar-Orlamünde miteinander verbunden. Mit dem Tode des Grafen Ulrich II. starb die ältere Linie der Grafen von Weimar-Orlamünde 1112 aus.

### Haus Askanien
Erbberechtigt war Pfalzgraf Siegfried von Ballenstedt, Sohn der Pfalzgräfin Adelheid von Weimar-Orlamünde († 28. März 1100), einer Tochter des vorgenannten Grafen Otto I. Da diese mit Graf Adalbert II. von Ballenstedt (dem Großvater von Albrecht dem Bären) aus der Familie der Askanier verheiratet war, fiel Weimar-Orlamünde nach einigen Erbstreitigkeiten, in die sich auch Kaiser Heinrich V. einschaltete, an Adalberts Sohn Siegfried von Ballenstedt († 1113). Nach dessen Tod kam es an eine Nebenlinie der Askanier und 1140 an Albrecht den Bären.
Bei den Erbteilungen im Hause Askanien nach dem Tod Albrecht des Bären im Jahr 1170 entstand eine jüngere Linie der Grafen von Weimar-Orlamünde nach Hermann I. (1140–1176), einem jüngeren Sohn Albrechts des Bären.
Unter dessen Enkelsohn Hermann II. (1180–1247), er regierte in Weimar ab 1206, kam es noch einmal zu einer kurzen Blüte der Grafschaft. Hermann II. war Gemahl der Beatrix, Erbtochter von Andechs-Meranien. Durch deren Erbe dehnte sich der Orlamünder Territorialbesitz von Weimar und der Burg Schauenforst über den Orlagau um Orlamünde und Rudolstadt und teilweise unzusammenhängenden Herrschaften, Gütern und Rechten im Thüringer Schiefergebirge und im Frankenwald bis in den Raum Kronach, zur Plassenburg und nach Nordhalben aus. Die Grafen von Weimar-Orlamünde begannen mit dem Aufbau einer eigenen Landesherrschaft, allerdings zu spät, um sich gegen die Thüringer Landgrafen aus dem aufstrebenden Geschlecht der Wettiner noch durchsetzen zu können. Nach Hermanns Tod wurde die Grafschaft auf seine beiden Söhne Hermann III. († 1283) und Otto III. († 1285) aufgeteilt. Durch die Teilung waren die Grafen in ihrer Auseinandersetzung mit den Wettinern zusätzlich geschwächt, dazu kamen drückende finanzielle Probleme. Diese führten dazu, dass die sich auf Hermann III. zurückführende Orlamünder Linie Orlamünde am 27. April 1344 an Wettin verkaufen musste.
Die von Otto III. gegründete Weimarer Linie hielt sich bis 1346, als Friedrich I., ein Enkelsohn Ottos III., den Wettinern im Thüringer Grafenkrieg unterlag und ihnen die Grafschaft Weimar als Lehen auftragen musste. Damit endete die Grafschaft Weimar als reichsunmittelbare, also selbständige politische Einheit. Die Grafen von Weimar waren noch bis zum Aussterben der Hauptlinie Vasallen der Wettiner. Nach dem Tode des letzten Weimarer Grafen zogen die Wettiner Weimar als erledigtes Lehen ein und gaben es nicht mehr heraus, Weimar wurde Teil des wettinischen Gesamtbesitzes. Seit der Leipziger Teilung 1485 in der Hand der Ernestiner, wurde es nach der Wittenberger Kapitulation 1547 deren Hauptsitz und Residenz des Herzogtums Sachsen-Weimar und später des Herzogtums bzw. Großherzogtums Sachsen-Weimar-Eisenach.
Die askanischen Grafen von Weimar-Orlamünde, zu denen auch Otto X. gehörte, existierten zunächst in Nebenlinien weiter, die allerdings 1467 ihre letzten Gebiete an die Wettiner verloren und 1486 endgültig ausstarben.
Zu ihren Besitzungen gehörten bis 1426 Gräfenthal, bis nach 1427 Lichtenberg, Magdala, bis 1430 Burg Lauenstein und bis 1432 Schauenforst.

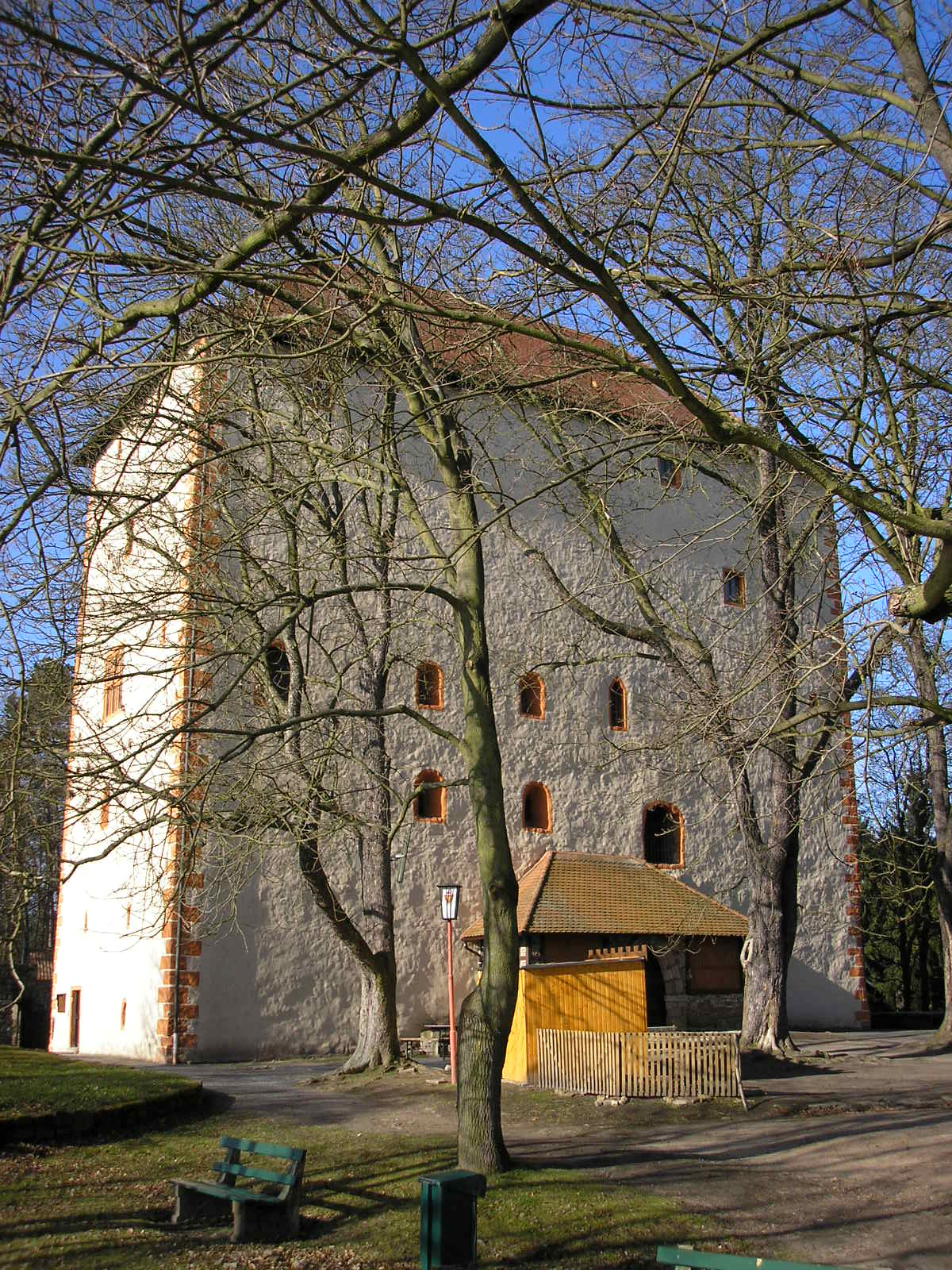
Kemenate Orlamünde
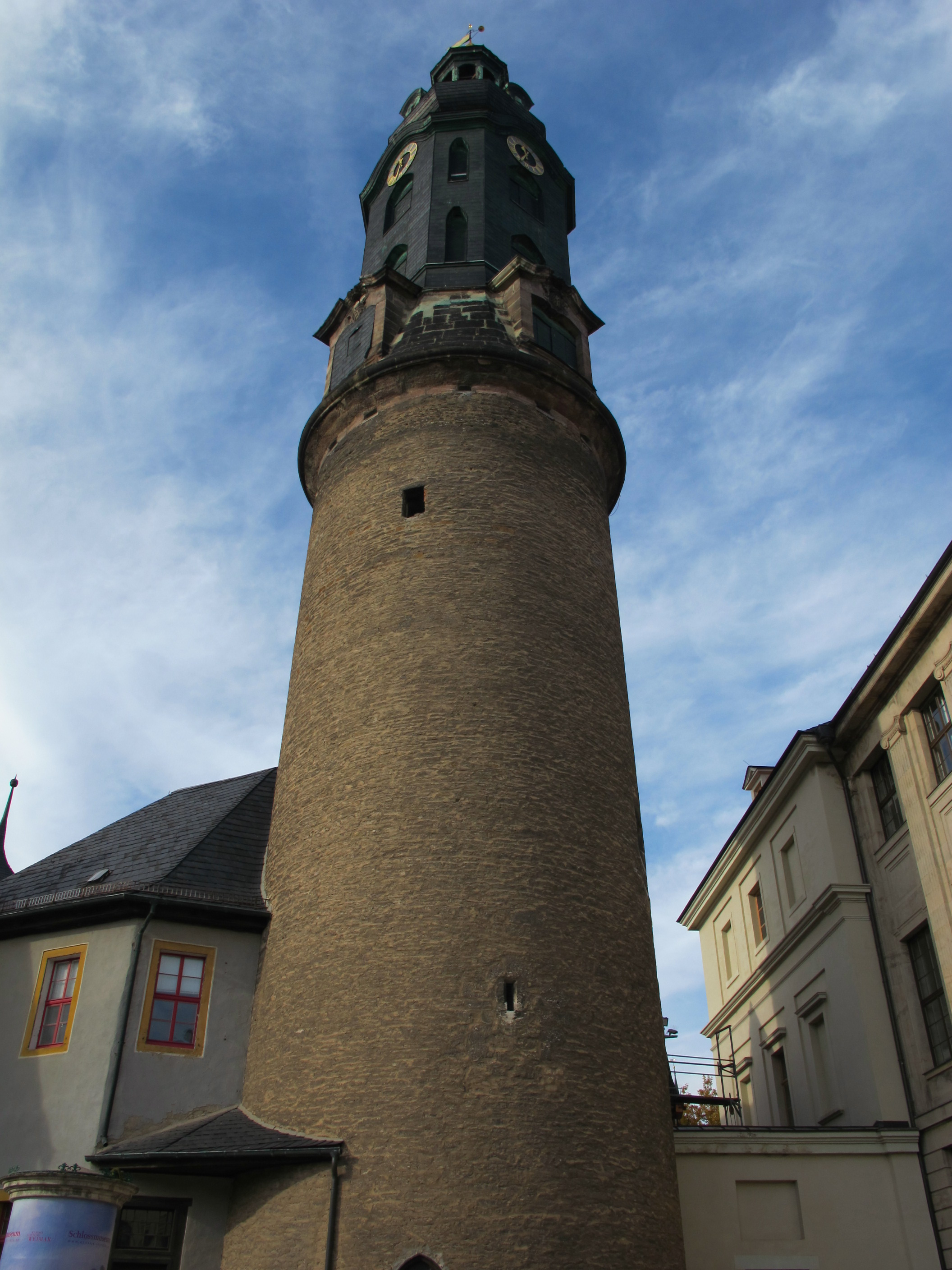
Bergfried des Weimarer Stadtschlosses
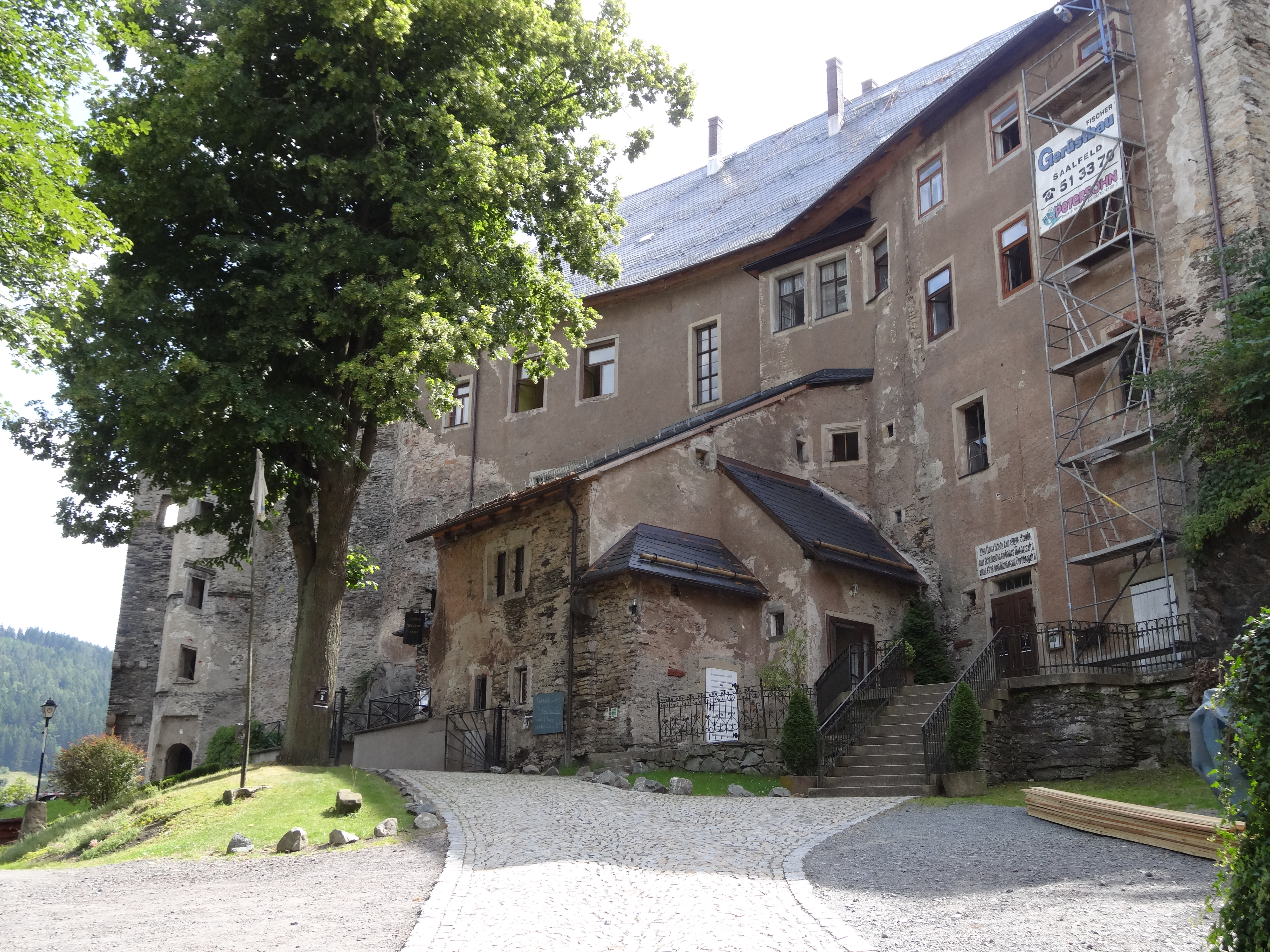
Schloss Wespenstein in Gräfenthal
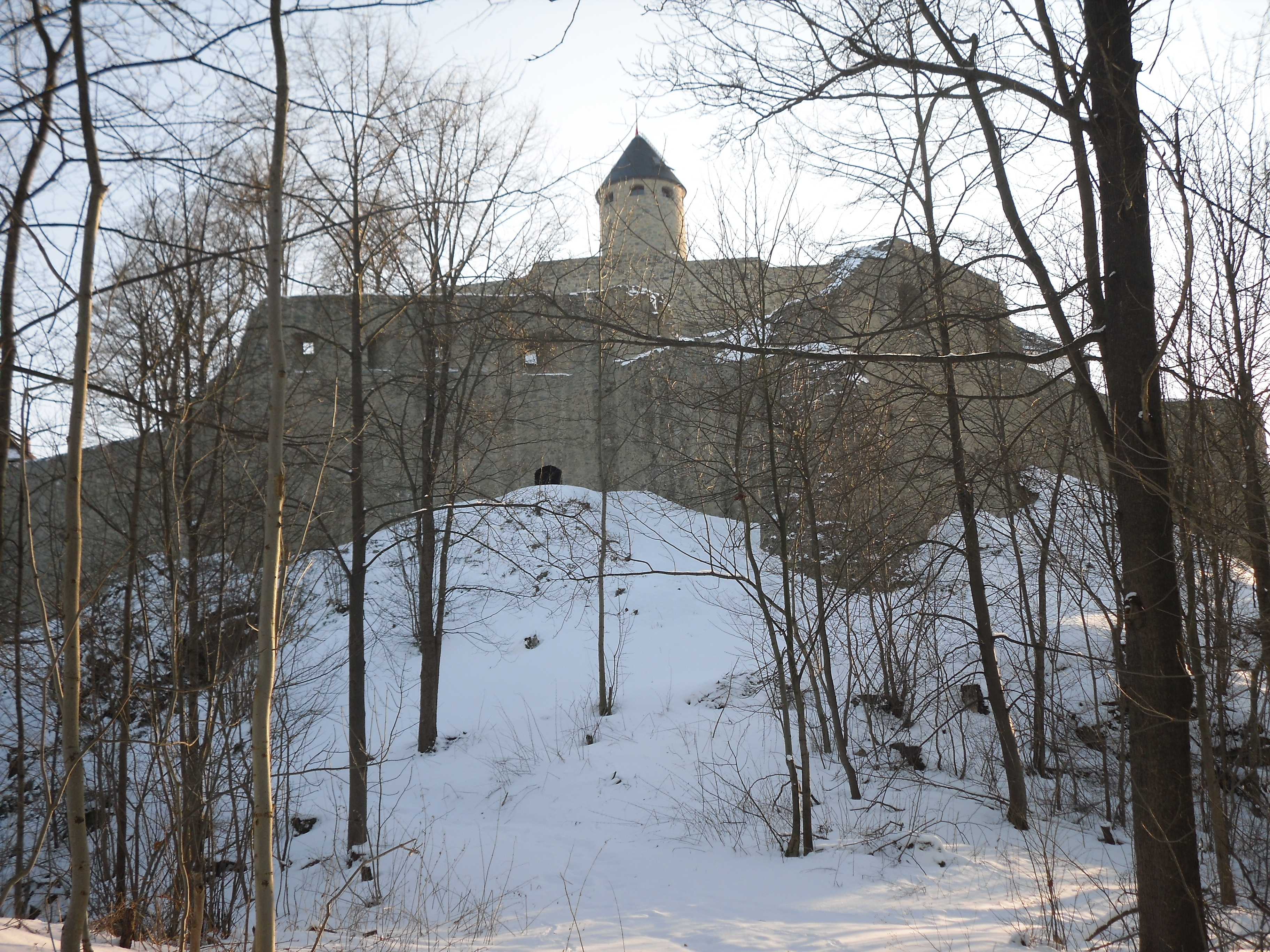
Burg Lichtenberg (Oberfranken)
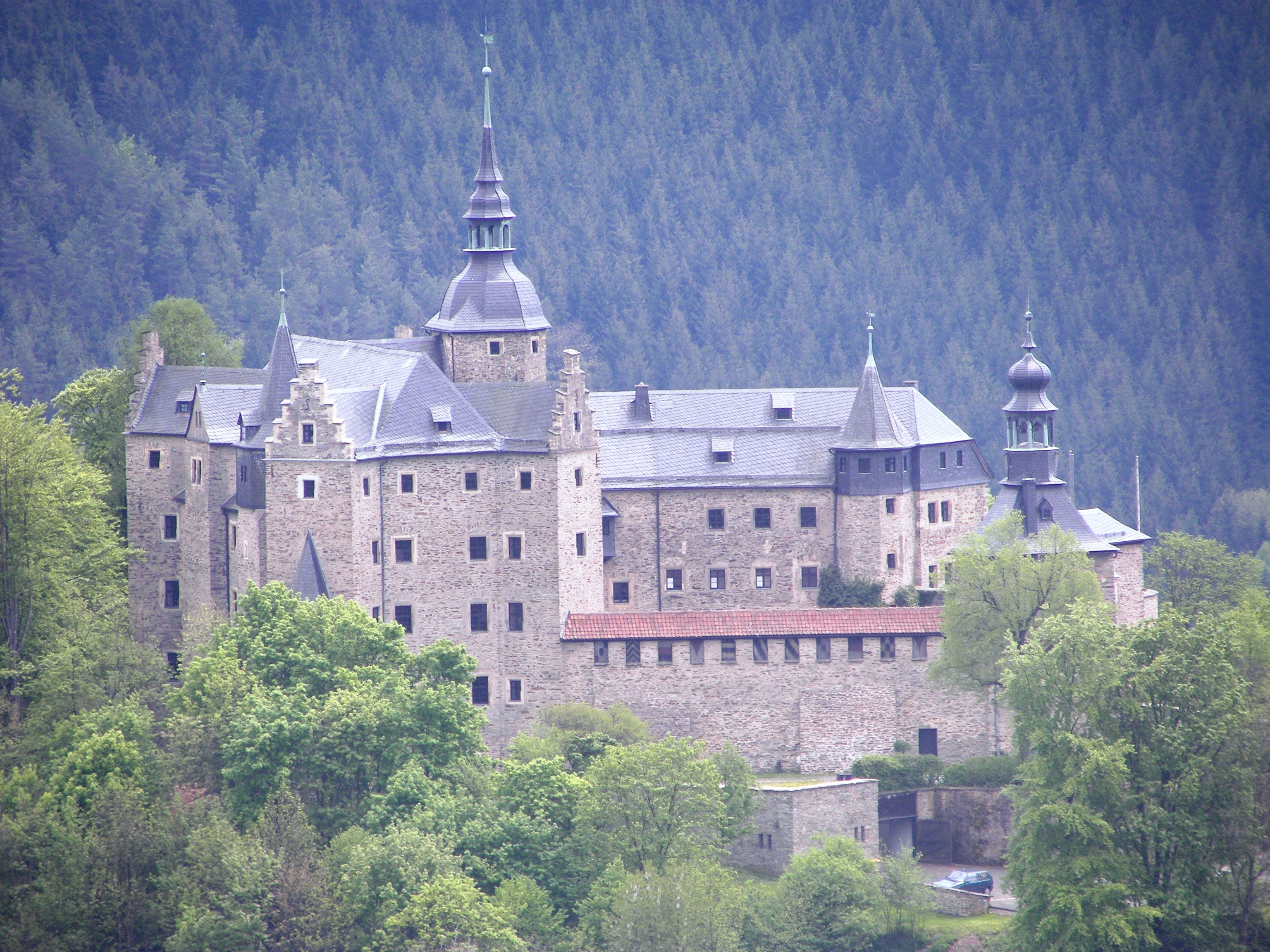
Burg Lauenstein (Frankenwald)
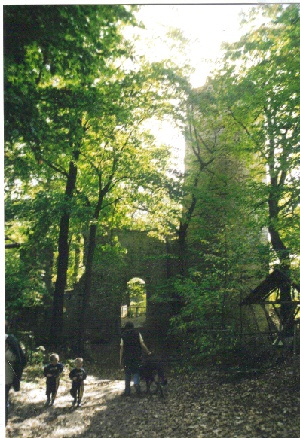
Burgruine Schauenforst

## Wappen
Die Wappen des Saale-Holzland-Kreises, des Landkreises Kronach und Städte-, Gemeinde- und ehemalige Gemeindewappen erinnern an die Grafschaft Weimar-Orlamünde.

Weimar
Orlamünde
Saale-Holzland-Kreis
Landkreis Kronach
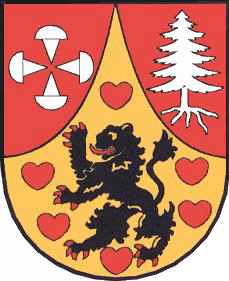
Schmiedefeld (Saalfeld)
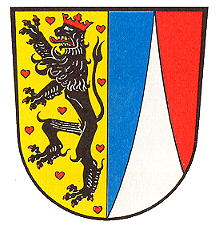
Haßlach bei Kronach
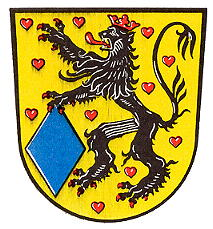
Lauenstein
Neuenmarkt
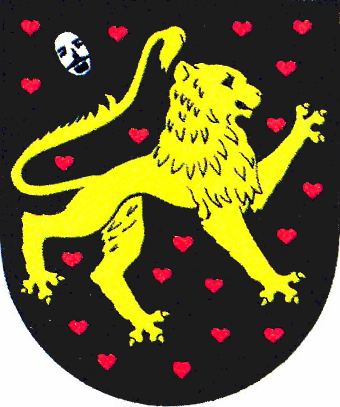
Magdala

## Sonstiges
Der Vogt Heinrich VIII. von Weida (1254–1279) nannte sich in Urkunden „von Orlamünde“. Näheres dazu scheint nicht überliefert zu sein. Vor 1279 übergab er seine ostthüringische Stadt Schmölln an den mit ihm stammesverwandten Vogt Heinrich I. von Plauen (1238–1303).
Aus der Stammliste des Hauses Askanien geht hervor, dass Vogt Heinrich VIII. mit Sophie von Weimar-Orlamünde, Tochter des Grafen Hermann II. (Weimar-Orlamünde), verheiratet war. Die Heirat erfolgte vor dem 19. Juni 1258. Auch Heinrich I. von Plauen erschien indirekt in der Stammliste der Askanier, denn seine Tochter (Name unbekannt) heiratete den Askanier Heinrich III. (gest. 1310), der aus der Nebenlinie von Graf Hermann III. stammte.
Es wird angenommen, dass Heinrich VIII. von Weida Erbansprüche auf die Grafschaft Orlamünde erhoben hatte.